# 高橋直子 (声優)
高橋 直子（たかはし なおこ、1945年3月4日  - ）は、日本の女性声優、舞台女優。所属はテアトル・エコー。東京都出身。身長は152cmで体重46kg、血液型はAB型。

## 略歴
早稲田大学第一文学部部演劇科卒業。1966年4月にテアトル・エコーの演劇部に所属。舞台やアニメなどに出演していた。

## 人物
趣味は水泳。
子供がいる。

## 出演作品
※太字はメインキャラクター。

### テレビアニメ
1969年
- ひみつのアッコちゃん (第1期)（1969年 - 1970年、森山先生〈初代〉[5]、みどりの母）

1970年
- いなかっぺ大将

1971年
- 魔法のマコちゃん

1977年
- 激走!ルーベンカイザー（高木涼子）

1979年
- さすらいの少女ネル（ローザ）

### 吹き替え
- ER緊急救命室シーズン13（ジェイシー・バーネット〈レイの母〉 / ロザリー・マイユ）
- グッドフェローズ

### その他
- クイズジョッキー（アシスタント）
- テレビ幼稚園（お母さん）
- 野生の王国（ナレーション）